# Македонцы в Республике Сербской
Македонцы в Республике Сербской (серб. Македонци у Републици Српској, макед. Македонци во Република Српска) — граждане македонского происхождения, проживающие и работающие на территории Республики Сербской. Македонцы признаны одним из 12 национальных меньшинств Республики Сербской, их интересы защищает Совет национальных меньшинств Республики Сербской. В Республике Сербской проживает 341 македонец, по данным переписи населения 2013 года.

## История
Македонцы появились на территории Республики Сербской в начале XX века. Хотя большая их часть собиралась открыть здесь своё дело, многие македонцы остались здесь жить со своими семьями. Долгое время в стране не было культурного общества, однако македонцы сохранили свой язык и культуру. Большое количество македонцев переселилось на территорию Республики Сербской после Второй мировой войны, осев в таких городах, как Баня-Лука, Требине, Добой, Биелина, Приедор, Дервента и Зворник, однако больше всего македонцев проживает в Баня-Луки.

## Культура
Македонцы исповедуют православное христианство, как и сербы, являются прихожанами Сербской православной церкви. Главным культурным обществом македонцев является Общество македонцев Республики Сербской: туда входят как этнические македонцы, так и интересующиеся македонской историей, культурой и языком представители других народов. Появилось в 2002 году, насчитывает более 170 человек. До него существовало Общество строителей сербско-македонской дружбы, основанное в 2000 году. Целью основания Общества дружбы было установление связей между Республикой Сербской и Республикой Македонией.
Существует культурное общество македонцев «Вардар», центр которого — Баня-Лука. Оно участвует в Смотрах национальных меньшинств, представляя свою культуру на межкультурных встречах. Ежегодно 11 октября обществом проводятся памятные мероприятия в честь партизанских командиров и известных сражений Народно-освободительной войны Югославии. Жители отмечают Ильин день, как и многие другие македонские народные праздники.

## Известные личности
- Васко Йорданов, изготовитель музыкальных народных инструментов, лидер музыкального народного ансамбля «Белегзия»[7].
- Весна Темелкоская-Вукович, председатель Совета национальных меньшинств Республики Сербской.
- Саша Колевски, оператор Радио и телевидения Республики Сербской, погиб во время Боснийской войны, когда мусульманская сторона открыла огонь по машине Сербского радиотелевидения, когда они находились в командировке в Озрене.[8]